# Edmund de Unger
Edmund Robert Anthony de Unger (ungarisch Ödön Róbert Antal Unger de Tahi, * 6. August 1918 in Budapest, Österreich-Ungarn; † 25. Januar 2011 in Ham, London Borough of Richmond upon Thames) war ein Immobilienmakler und seit den 1950er-Jahren Sammler islamischer Kunst (Keir Collection).

## Leben
Edmund de Unger wurde als Sohn einer ungarischen Aristokratenfamilie in Budapest geboren. Sein Vater Richard de Unger (1877–1928) war ein leidenschaftlicher Sammler von Teppichen. Mit sieben oder acht Jahren begann de Unger, von den Teppichen seines Vaters inspiriert, eigene Muster zu entwerfen. Sein Vater, der starb, als Edmund zehn Jahre alt war, dieser nahm ihn schon früh mit in verschiedenste Museen und Ausstellungen und sogar zu Auktionen. Nach seinem Tod förderte Edmunds Mutter sein Interesse am Sammeln, da sie selbst von der Schönheit und Farbigkeit der Teppiche fasziniert war. Schon in seiner Schulzeit sammelte de Unger Briefmarken und Münzen. Mit elf Jahren kaufte er das erste Objekt seiner Sammlung, eine Eisenkiste aus Süddeutschland, die er eineinhalb Jahre in Raten abbezahlte. 1934 reiste Edmund das erste Mal nach London, um Englisch zu lernen. Er studierte Wirtschaftswissenschaften an der Universität Kiel und Geschichte am Hertford College in Oxford. Mit Ausbruch des Zweiten Weltkriegs ging er zurück nach Ungarn, um nach seiner Familie zu schauen und rettete einige Stücken aus der Sammlung seines Vaters vor den Kriegsereignissen, indem er sie mit Hilfe seines Cousins nach Belgien transportieren ließ. In Ungarn nahm er ein Studium der Rechtswissenschaften auf und geriet jedoch öfter in den Blick der Geheimpolizei. 1949 ging er unter anderem aus diesem Grund nach Großbritannien zurück, um sein Jurastudium fortzusetzen. Nach Abschluss seines Studiums wurde er in die Anwaltskammer aufgenommen und arbeitete ab 1954 als Rechtsanwalt im Colonial Office in Ghana und Nigeria. Als er nach England zurückkehrte, beschloss er, von nun an auf dem Immobilienmarkt tätig zu werden. 
Edmund de Unger lebte von 1970 bis zu seinem Tode 2011 in Ham (Surrey) in England.
Im Jahre 1945 heiratete er Eva Spicht, die 1959 verstarb. Seine zweite Ehe schloss er 1965 mit Elizabeth Allan. Aus dieser Ehe gingen zwei Söhne hervor.

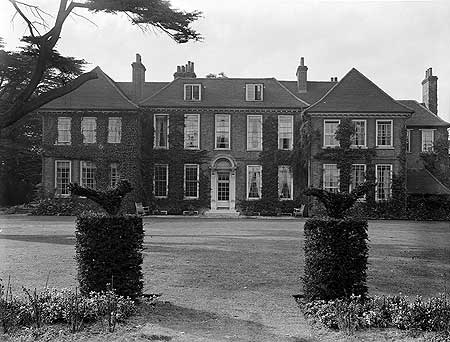
Haus von Edmund de Unger in Ham

## Geschichte der Sammlung
Obwohl schon früh durch diverse Ausstellungen die Leidenschaft zu türkischen Teppichen geweckt wurde, kann man Edmund de Unger erst ab 1958 einem seriösen Sammler nennen. Grund dafür war ein Aufenthalt in Kairo und ein Besuch im dortigen Museum für Islamische Kunst, in welchem er besonders die fatimidischen Lüsterkeramiken bewunderte. In Ägypten erwarb er auch sein erstes islamisches Objekt, ein fatimidisches Fragment mit einem Gesicht darauf. Drei Jahre später lernte er die islamische Metallkunst in der Eremitage in Leningrad kennen. Seine eigene Sammlung bestand anfangs vor allem aus Teppichen. Nach und nach kamen dann auch Objekte aus anderen Kunstbereichen dazu. Jedoch beschränkte er seine Leidenschaft nur auf Objekte der islamischen Kultur. Im Jahre 1970 und dann in einer zweiten Tranche 1971 erwarb er Teile der mittelalterlichen Kunst aus der Sammlung Kofler-Truniger, insbesondere Emailarbeiten, zusammengetragen von Ernst Kofler-Truniger und seiner Ehefrau Marthe in Luzern. Diese verkaufte er jedoch 1997 wieder.
So trug Edmund de Unger über mehr als fünf Jahrzehnte eine beachtliche Sammlung hauptsächlich islamischer, aber auch europäischer Kunst an, die nach dem früheren Haus The Keir des Sammlers in Wimbledon Common benannt wurde. Das Sammeln sei für ihn, so erzählte er, "ähnlich wie das Jagen, da man nicht nur aus den gesammelten Objekten ästhetisches Vergnügen zieht, sondern auch das tatsächliche Streben nach ihnen ist angenehm". 1964 gründete er mit Gleichgesinnten den Islamischen Kunstkreis. Ab 2004 führte er mit den Staatlichen Museen von Berlin Verhandlungen über öffentliche Ausstellungen seiner Sammlung. Den Standort Berlin hatte er vor allem deshalb gewählt, weil er hier gute Möglichkeiten sah, dass seine Sammlung mit großer Aufmerksamkeit vom Publikum bedacht wurde. Sowohl in London als auch in Paris sah er die Gefahr, dass seine Objekte in der Fülle des öffentlichen Angebotes untergehen könnten. Außerdem hatte bereits sein Vater persönliche Kontakte zu Wilhelm von Bode (1845–1929), dem damaligen Leiter des Berliner Kaiser-Friedrich-Museums. Dieser war ebenfalls ein leidenschaftlicher Sammler von Teppichen. Vom 27. November 2007 bis 17. Februar 2008 zeigte das Museum für islamische Kunst unter dem Titel "Sammlerglück" 112 Objekte aus der „Keir Collection“ von Edmund de Unger. Bei der Suche nach weiteren Sammlerstücken wurde de Unger 2008 bei Christie fündig. Hier erwarb er eine fatimidische Kristallkugel für 3,2 Millionen englische Pfund.
2009 erhielt das Museum für islamische Kunst in Berlin als Leihgabe für 15 Jahre de Ungers „Keir Collection“, die aus 1500 Werken islamischer Kunst bestand. Die in über 50 Jahren zusammengetragene Sammlung umfasst Kunstwerke aus 2.000 Jahren und zählt zu den größten Privatsammlungen islamischer Kunst. Kurze Zeit später veranstaltete das Museum für Islamische Kunst unter dem Titel "Sammlerglück" eine Ausstellung mit 117 Exponaten aus der „Keir Collection“. Diese Ausstellung wurde am 18. März 2010 eröffnet und ging bis zum 17. Juni 2012.
Nach dem Tod des Sammlers wurde im Juli 2012 die Zusammenarbeit zwischen den Staatlichen Museen zu Berlin und den Erben der Sammlung beendet. Die ursprünglich für den langfristigen Verbleib vorgesehene Leihgabe wurde vorzeitig beendet und die Sammlung aus Berlin abgezogen. Als Gründe wurden unterschiedliche Vorstellungen zur weiteren Arbeit mit der Sammlung genannt.
Im Jahre 2014 schlossen die Erben und damit heutigen Besitzer der Keir Collection einen neuen langfristigen Vertrag mit dem Dallas Museum of Art in Texas. Am 28. April 2017 wurde hier eine Ausstellung islamischer Kunst mit über 100 Objekten aus der Sammlung von Edmund de Unger eröffnet.

## Überblick der Sammlung

### Teppiche und Textilien
„Meine Liebe zur islamischen Kunst begann mit Teppichen. Den ersten nahm ich im Alter von sechs Jahren wahr, als mein Vater Richard mir verbot, ihn zu betreten. [...] Allmählich bedeckten sich Fußböden und auch Wände meiner Wohnung mit Neuerwerbungen. Das Ende kam, als ich auf dem Boden überall drei Lagen von Teppichen entdeckte – so konnte es nicht weitergehen.“
Die Teppichsammlung de Ungers ist eine der wichtigsten und größten Privatsammlungen orientalischer Teppiche. Die Sammlung besteht überwiegend aus Holbein-, Lotto-, Ushak-, transsilvanischen und persischen Teppichen sowie weiteren Teppichen mit Pflanzen- und Tiermotiven, die sich aber schwer in Gruppen einteilen lassen. Neben Teppichen beinhaltet die Sammlung de Unger noch „einen vielfältigen Fundus vor allem an Seidengeweben […]“, dessen Großteil aus europäischen Textilien besteht (200 Objekte), dicht gefolgt von persischen Stoffen aus der Safawidenzeit.

### Buchkunst
„In meiner Kindheit mochte ich die Geschichten aus „Tausendundeiner Nacht“ besonders, und ihre farbigen Beschreibungen und bildreichen Vorzüge müssen mich geprägt haben.“
Die gesammelten Buchkunstobjekte Edmund de Ungers bilden eine Sammlung von höchster Wichtigkeit und Einzigartigkeit. An den Objekten der Sammlung lässt sich die Entwicklung der Buchkunst anschaulich nachvollziehen. 
Beginnend bei arabischer Malerei des 13. Jahrhunderts, über einige illustrierte Seiten aus dem Schāhnāme des Firdausi aus dem 14. Jahrhundert und zwei Miniaturen aus „Layla wa Majnun“ von Nezami aus dem 15. Jahrhundert (Schule von Herat), bis hin zu einer Miniatur von Rezā-e Abbāsi aus dem 17. Jahrhundert (Schule von Isfahan).

### Metall
„Ich glaube, keine Sammlung islamischer Kunst wäre vollständig ohne die Metallarbeiten. […] An islamischer Metallarbeit erkenne ich die vielfältige Qualität, die auf erstklassiger Technologie und Werkstatt basiert. […] Hier sind es die Form und vor allem das Ornament und das Kunsthandwerk, an dem sich die Meisterschaft erkennen lässt.“
Die Keir Collection beinhaltet nur eine kleine Anzahl an Metallobjekten (21). Die meisten sprechen durch ihre Qualität und Schönheit an, andere hingegen sind von wissenschaftlichem Interesse und können die Forschung bereichern. Die Objekte sind überwiegend aus Bronze und mit verschiedensten Techniken verziert, so findet man beispielsweise Gold- und Kupferintarsien. Die meisten Stücke stammen aus Ägypten.

### Bergkristall

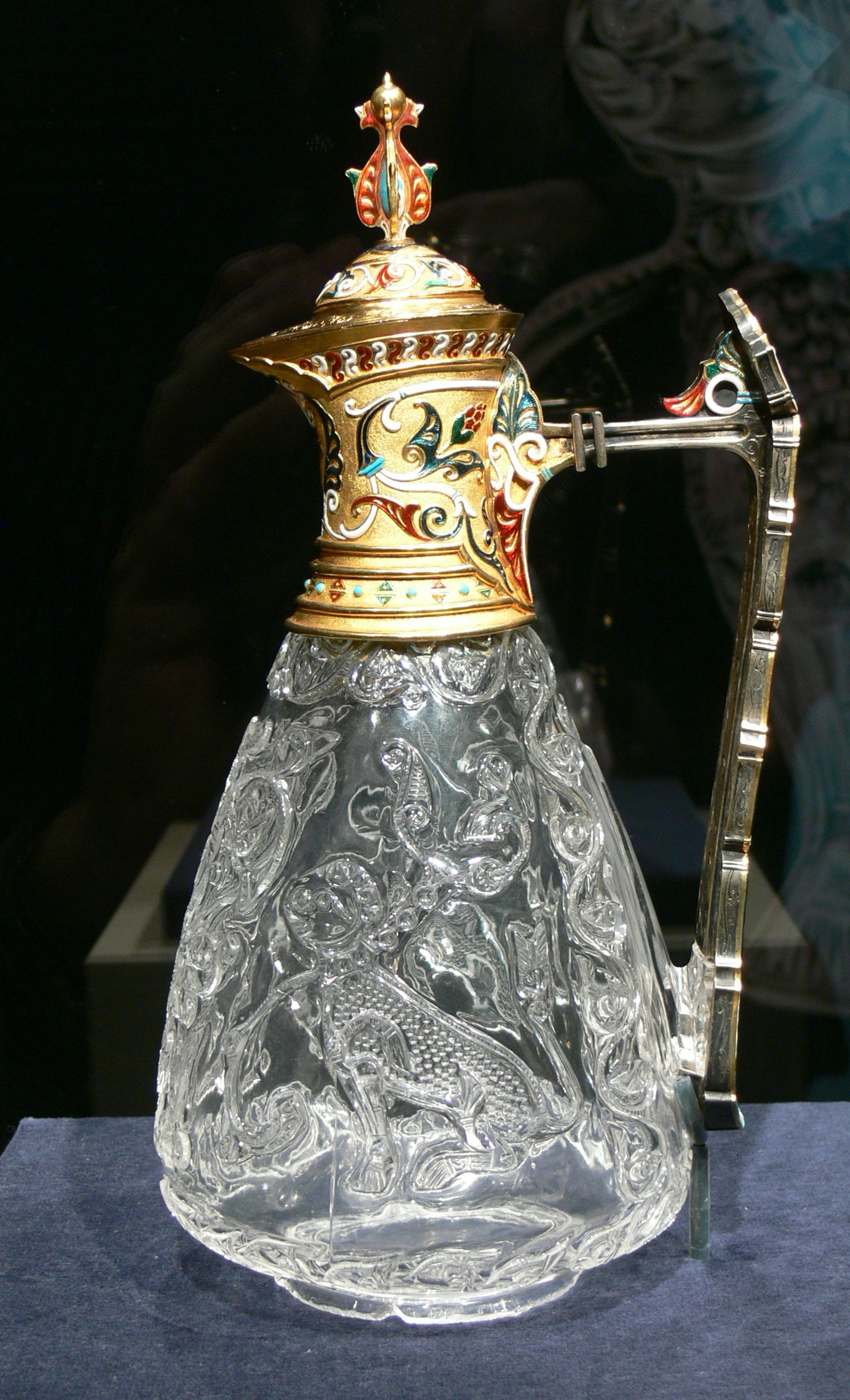
Bergkristallkrug, fatimidisch, 10.–11. Jahrhundert, Fassung 1854, Keir Collection

Die Bergkristallobjekte der Sammlung de Unger stammen bis auf zwei Objekte aus dem fatimidischen Ägypten. Die Besonderheit der Objekte liegt in den verschiedenen Formen und Verzierungen.

### Keramik
„Damals begegnete ich erstmals islamischer Keramik. Wie ihre geknüpften Gegenstücke zeigen sie die gleiche Verbindung von leuchtenden Farben, Feinheit und Wagemut des Ornamententwurfs. Besonders bewundere ich die Lüsterkeramik – meines Erachtens das größte Geschenk, das muslimische Töpfer der Menschheit machten […] und sie liegt meinem Herzen wohl am nächsten.“
Die Keramiksammlung ist eine, durch ihre Vielfältigkeit beeindruckende Sammlung. Sie lässt sich grob in drei große Gruppen gliedern, frühe Lüsterkeramik, Lüsterkeramik des 12. und 13. Jahrhunderts und fatimidische Keramik aus Ägypten, welche wohl der eindrucksvollste Teil der Sammlung ist. Darüber hinaus gibt es auch Objekte aus anderen Gegenden und Epochen, wie den Abbasiden und Umayyaden.